# 春の風を君に…
ミュージカル・ロマンス『春の風を君に…』（はるのかぜをきみに）は、宝塚歌劇団のミュージカル作品。12場。
花組公演。作・演出は大関弘政。

## 公演期間と公演場所
- 1991年1月1日 - 2月12日[2]（新人公演：1月22日[3]）　宝塚大劇場
- 1991年4月3日 - 4月29日[4]（新人公演：4月16日[3]）　東京宝塚劇場

## スタッフ
※氏名の後ろに「宝塚」、「東京」の文字がなければ両公演共通
- 作曲・編曲：中元清純[2]
- 編曲[2]：小高根凡平、鞍富真一
- 音楽指揮：小高根凡平（宝塚）[2]、野村陽児（宝塚）[2]、北沢達雄（東京）[4]
- 振付[2]：河上五郎、尚すみれ
- 擬闘：原義人[2]
- 装置[2]：石濱日出雄、関谷敏昭
- 衣装：静間潮太郎[2]
- 照明：今井直次[2]
- 小道具：榎本満春[2]
- 効果：切江勝[2]
- 音響監督：松永浩志[2]
- 考証：范梅強[2]
- 演出補：小池修一郎[2]
- 演出助手：中村一徳[2]
- 舞台進行：赤坂英雄[2]
- 製作担当：横山美次（東京）[4]
- 制作：飯島健[2]

## 主な配役
※氏名の後ろに「宝塚」、「東京」の文字がなければ両公演共通
本公演
- 張才子 - 大浦みずき[2]
- 柳緋玉 - ひびき美都[2]
- 飛虎 - 朝香じゅん[2]
- ロバートソン - 安寿ミラ[2]
- 竜童 - 真矢みき[2]
- 林則徐 - 未沙のえる[2]
- 瑞蘭 - 梢真奈美[2]
- 玉鳳 - 華陽子[2]
- 陳丁生 - 香寿たつき[2]
- 繍紅 - 香坂千晶[2]
- 翠玉 - 白城あやか（宝塚）[2]、森奈みはる（東京）[4]
- 六児 - 汐風幸[2]
- 英国商務監督 - 舵一星[2]
- 安学長 - 橘沙恵[2]
- 遜 - 磯野千尋[2]
- 王 - 鏡ちとせ[2]
- 朱同 - 宝樹芽里[2]
- 雷横 - 愛華みれ[2]
- 毛鼠 - 真琴つばさ[2]
- 燕青 - 匠ひびき[2]
- 呼延灼 - 夏城令[2]
- 金連 - 峰丘奈知[2]

新人公演
- 張才子 - 愛華みれ[3]
- 柳緋玉 - 白城あやか（宝塚）[3]、森奈みはる（東京）[3]
- 飛虎 - 香寿たつき[3]
- ロバートソン - 真琴つばさ[3]
- 竜童 - 汐風幸[3]
- 林則徐 - 橘沙恵[3]
- 瑞蘭 - 萌水せりか[3]
- 玉鳳 - 森奈みはる（宝塚）[3]、月影瞳（東京）[3]
- 陳丁生 - 夏城令[3]
- 繍紅 - 夢乃千琴[3]